# Шурышкарский Сор
Шурышкарский Сор — крупное соровое озеро пойменной депрессии Оби в Шурышкарском районе Ямало-Ненецкого автономного округа. Самое крупное озеро района и одно из 15 крупнейших озёр Тюменской области.

## Описание
Озеро занимает площадь 203 км² и имеет размеры 20 × 15 км. Наибольшая глубина — 5 м. Озеро Шурышкарский Сор сточное, сток осуществляется через протоку Шурышкарскую в Малую Горную Обь. Сильно разливается летом, зимой уровень падает. Берега низкие, заболоченные. На севере в озеро впадает наиболее крупный приток — река Ларъёган. Водное зеркало расположено на высоте 3 м над уровнем моря.
На северо-восточном берегу озера обнаружено средневековое городище Шурышкарский Сор 1.
Озеро богато рыбой и используется для промыслового лова. В улове присутствуют щука, окунь, реже — карась.